# 皇帝礼拝
皇帝礼拝（こうていれいはい）とは、古代ローマにおける皇帝の神格化および礼拝行為をいう。
ローマ帝国末期に帝国が衰えると、帝国の精神的一体感を保つ手段として広く行われるようになった。オリエント地域における王の神格化に影響を受けたとも考えられている。
ディオクレティアヌスは国への帰属心が薄れつつあることを危惧し、皇帝権力の強化と愛国心の定着を図るため、自らをユピテルの子であると宣言し、民衆にローマの神々を礼拝することも義務づけた。なお当時は軍内部にも少なからずキリスト教徒がいたため、当初はローマの神々を礼拝すればキリスト教の信仰を保ってもよいとした。